# Zamach bombowy na dworcu kolejowym w Tarnowie
Zamach bombowy na dworcu kolejowym w Tarnowie – zamach terrorystyczny przeprowadzony 28 sierpnia 1939 roku przez niemieckiego agenta w poczekalni dworca tarnowskiego. Bomba eksplodowała o godzinie 23:18, zabijając 20 ludzi i raniąc 35.

## Historia
Sabotażystą był Antoni Johann Guzy z Bielska, członek mniejszości niemieckiej. Zostawił on w sali bagażowej dworca dwie walizki wyładowane materiałami wybuchowymi. Liczba ofiar byłaby dużo wyższa, gdyby na peron zajechał pociąg z Krakowa, który spóźnił się o osiem minut. Ponadto na kilka minut przed zamachem odjechał ze stacji wojskowy transport z wieloma żołnierzami. W przybliżeniu jedna trzecia budynku stacji uległa zniszczeniu.
Antoni Guzy był synem Niemki i Polaka. Jego ojciec zginął podczas I wojny światowej. W 1938 roku Guzy – z zawodu ślusarz – został bezrobotny. Szukając pracy dołączył do Gewerkschaft Deutscher Arbeiter, związku zawodowego pomagającego zorganizować pracę w Niemczech. Siatka, która przeprowadziła zamach, była prowadzona przez wrocławski oddział Abwehry.
Sygnałem do akcji był nadany 4 dni przed zamachem przez radiostację we Wrocławiu komunikat „Herr Doktor Funk soll an die Arbeit gehen” („Meldunek specjalny: dr Funk ma przystąpić do pracy”).
Nie ma możliwości zrekonstruowania wszystkich szczegółów zamachu. O godzinie 11:30 Guzy spotkał się z człowiekiem ze Skoczowa o nazwisku Neuman, który był członkiem niemieckiej organizacji wywiadowczej. Razem wsiedli do pociągu jadącego do Krakowa i opuścili stację w Bielsku o godzinie 12:13. W Krakowie odebrali dwie walizki z biura sali bagażowej. Według późniejszego zeznania złożonego przez Antoniego Guzego, Neuman powiedział mu, żeby zostawił obie walizki w Tarnowie, po czym powrócił do Krakowa, gdzie obaj ponownie się spotkają.
Po eksplozji Antoni Guzy został zatrzymany przez funkcjonariuszy Policji Państwowej, wylegitymowany i przepuszczony. Zatrzymany znowu niedaleko stacji, gdy chciał zapoznać się ze zniszczeniami, został rozpoznany jako człowiek, który zostawił walizki. W czasie przesłuchania 1 września powiedział o tym, że żałuje tego, co zrobił i nie otrzymał za wykonanie zamachu żadnych pieniędzy. Jego dalsze losy są nieznane. Prawdopodobnie został rozstrzelany 4 września przed wkroczeniem Niemców do Tarnowa.
Po zajęciu Tarnowa przez Wehrmacht 7 września funkcjonariusze Abwehry dokonali inspekcji zniszczeń na dworcu 9 i 13 września.